# Fremmedartiklerne af 1569
Fremmedartiklerne (articuli pro peregrinis)
var et dokument, som Frederik 2. udstedte 20. september 1569.
Dokumentet sammenfattede den lutherske bekendelse i 25 spørgsmål, som enhver fremmed, der ville bosætte sig i landet, skulle besvare med ja.
Grunden til dokumentets udstedelse var det stigende antal af reformerte flygtninge som ankom fra Nederlandene. Forfatteren til artiklerne var sandsynligvis Niels Hemmingsen; de blev skrevet på latin, tysk og dansk og var stærkt indskærpende. De bortfaldt ved udstedelsen af Danske Lov i 1683. De findes for eksempel i H.F. Rørdams Danske Kirkelove
(1883, II Bd 126 ff.).